# Parti socialiste révolutionnaire italien
 (septembre 2020).
Le Parti socialiste révolutionnaire italien était un parti politique italien fondé à Rimini par le militant socialiste Andrea Costa en 1881. Il portait d'abord le nom de Parti socialiste révolutionnaire de Romagne, puis en 1884, il adopta son nom définitif, pour finalement fusionner, en 1893, dans le Parti socialiste ouvrier italien. 

## Histoire

### Naissance du parti et premier congrès
Le Parti socialiste révolutionnaire de Romagne a été fondé en août 1881 lors d'un congrès clandestin à Rimini. Une quarantaine de délégués y ont pris part, représentant une cinquantaine de cercles de la région de Romagne. Il y avait aussi une petite représentation des Marches. Andrea Costa a souligné la nécessité de «reconstituer» le parti socialiste en Romagne avec «l'établissement d'un lien permanent et efficace» entre les groupes déjà existants. Malgré l'opposition des anarchistes (six voix contre trente-deux) la dénomination du parti comme «socialiste-révolutionnaire» fut adopté, suivant les indications que Costa avait déjà exposées dans sa lettre À mes amis de la Romagne (du 27 juillet 1879), en choisissant un nom «assez grand pour accueillir toutes les différentes factions authentiquement prolétariennes». Les statuts du parti prévoyait une structure fédérale avec l'acceptation de toutes les écoles de pensée socialiste : ( anarchistes, évolutionnistes, marxistes). Dans le programme, la réalisation de l' Anarchie (théoriquement encore acceptée) était reléguée aux buts finaux, tandis que l'accent était mis sur l'importance des luttes et des succès partiels. Le principe marxiste de la dictature du prolétariat était accepté, sans exclure la participation future aux compétitions électorales. 

### Élection d'Andrea Costa et deuxième congrès
En 1882, grâce à la réforme électorale, la question de la présentation effective des candidats socialistes se pose. Après une discussion animée (et avec l'opposition des anarchistes) une conférence tenue à Imola le 26 février 1882 accepta le principe de la participation, sans toutefois préciser si elle devait avoir un caractère «purement agitatif et démonstratif» ou se traduire par une participation effective à la vie parlementaire des éventuels élus. La conférence a finalement accepté le principe (avec seulement trois voix de majorité) que le député doit refuser de prêter serment et être ensuite expulsé de la salle d'audience  . 
Après l'élection de Costa au Parlement dans la circonscription de Ravenne, le problème a resurgi. Il a été le premier député socialiste élu en Italie. Les socialistes de Ravenne ont décidé que le député devait rester au Parlement «subissant, comme l'agressé, la volonté de l'agresseur»  le serment et qu'il accepterait «sachant qu'il jure de façon fausse». 
Le deuxième congrès du parti s'est ouvert à Ravenne le matin du 5 août 1883 au Palazzo Borghi, en présence d'environ quatre-vingts délégués, presque tous romagnoles. Bien que la réunion ait été qualifiée de réunion «privée» pour éviter l'intervention de la police, et malgré un télégramme de Costa au Premier ministre Agostino Depretis, les policiers ont fait irruption dans la salle et ont dissous de force le congrès. Cependant, les membres du Congrès se sont réunis le lendemain puis, lors d'une seconde session, le 18 novembre à Forlì avec 58 délégués. Au cours de la réunion, la structure organisationnelle du parti a été renforcée, et la convocation d'un congrès socialiste italien et international a été décidée à Turin à l'occasion de l'exposition universelle de 1884. 

### L'expansion maximale, les congrès nationaux et le déclin
Au troisième congrès (le premier congrès national), tenu à Forlì le 20 juillet 1884, le parti prit le nom de Parti socialiste révolutionnaire italien, caressant le rêve d'une grande affirmation nationale, et discuta des relations avec les forces démocratiques et républicaines. À Imola, Costa avait fondé un front uni républicain-socialiste, et espérait pouvoir reproduire le modèle dans toute la Romagne, le congrès accepta néanmoins la proposition sans trop d'enthousiasme, préférant insister sur la particularité du programme socialiste. 
Costa profita de son statut de député pour parcourir sans cesse tout le pays. Son activité frénétique, après avoir abandonné l'idée d'un accord avec les républicains, visait à réunir les anarchistes, le Parti ouvrier italien et les autres groupes socialistes en un seul parti. Les résultats, cependant, furent médiocres. Après certains rapprochements locaux, l'hostilité d'une grande partie du mouvement anarchiste italien envers le parlementarisme est devenue de plus en plus prononcée, et a abouti à de violentes attaques. L'expansion maximale du parti a été atteinte avec le deuxième congrès national (Mantoue, 25 avril 1886), qui a vu la présence de groupes de tout le nord de l'Italie, et aussi de quelques représentants du sud. Cependant, les représentants du Parti ouvrier italien ont accueilli les propositions d'unification avec «une froideur non dissimulée», préférant rester sur le terrain d'une alliance tactique. 
L'échec du projet de fusion avec le POI marqua le début du déclin du parti. En 1890, Costa fut contraint de fuir en France pour échapper a des poursuites pénales autorisées par la Chambre des députés. Le 19 octobre 1890, le troisième (et dernier) congrès du parti se réunit à Ravenne, presque exclusivement réduit à la composante romagnole. Le thème central était l'organisation de la participation aux futures élections politiques (dans lesquelles Costa espérait être réélu, ce qui s'est effectivement passé). 

### Le congrès de Gênes (1892) et la confluence dans le nouveau parti
Les 14 et 15 août 1892, un congrès socialiste se réunit à Gênes en présence de toutes ses composantes. Face à la rupture irrémédiable entre anarchistes et socialistes réformistes, Costa tenta une fois de plus une médiation entre les camps. Face à l'échec de cette tentative, le Parti socialiste révolutionnaire italien ne rejoignit pas initialement le Parti des travailleurs italiens, mais vaincu aux élections de novembre 1892, il fusionna l'année suivante dans le Parti socialiste des travailleurs italiens (PSLI), qui devint plus tard le Parti socialiste italien (PSI).